# Ena Valduga
Ernestine „Ena“ Valduga (* 11. Oktober 1889 in Wien, Österreich; † 1. November 1965 ebenda) war eine österreichische Schauspielerin und Hörspielsprecherin.

## Leben und Wirken
Über Ena Valdugas Herkunft und Ausbildung ist derzeit nichts bekannt; erste Schritte beim Film (1939) wie beim Theater (Festengagement an Wiens Kammerspielen 1941/42, wo sie 1941 im Lustspiel Immer sind die Männer schuld! auftrat) sind erst in ihrem fortgeschrittenen Alter nachzuweisen. Unmittelbar nach Ende des Zweiten Weltkriegs trat die Künstlerin wieder am Theater auf (z. B. im Rahmen eines Carl-Millöcker-Operettenabends im Oktober 1945) und wurde nunmehr regelmäßig vor die Kamera geholt.
So wirkte Ena Valduga sowohl im ersten Film, der im wiedererstandenen Österreich gedreht wurde (Glaube an mich), als auch im ersten im Nachkriegsösterreich uraufgeführten Film (Der weite Weg) mit. Bis in die frühen 1960er Jahre hinein war sie auf der Leinwand mit einer Reihe von meist ältlichen Chargen zu sehen. Sie blieb aber auch weiterhin, wenngleich nur selten mit Festengagement, Wiener Bühnen verbunden, so etwa 1947 erneut den Kammerspielen, wo Ena Valduga unter anderem in einer Aufführung der Operette Auf der grünen Wiese auftrat. Ena Valduga hat auch in Hörspielen mitgewirkt, so etwa 1955 in Schneider Wippl und in Karl Kunz sucht Julia.

## Filmografie
- 1939: Blonde Frau überm kurzen Weg (Kurzfilm)
- 1946: Der weite Weg
- 1946: Glaube an mich
- 1947: Das unsterbliche Antlitz
- 1948: Alles Lüge
- 1948: Der Leberfleck
- 1949: Weißes Gold
- 1949: Eins, zwei, drei – aus
- 1949: Märchen vom Glück
- 1951: Schwindel im Dreivierteltakt
- 1952: Verlorene Melodie
- 1953: Einmal keine Sorgen haben
- 1955: Heimatland
- 1956: Bademeister Spargel
- 1956: Das heilige Erbe
- 1957: Eva küßt nur Direktoren
- 1958: Man müßte nochmal zwanzig sein
- 1958: Gräfin Mariza
- 1960: Das Spiel vom lieben Augustin (Fernsehfilm)
- 1963: Der Unsichtbare

## Hörspiele (Auswahl)
- 1953: Vally Reichert-Heidt: Wer zuletzt lacht, lacht am besten – Regie: Erich Schwanda (Hörspiel – ORF)
- 1955: Walter Oberer: Karl Kunz sucht Julia (Frau Loppe) – Regie: Hanns Korngiebel (Hörspiel – RIAS Berlin)
- 1955: Ödön von Horváth: Die Unbekannte aus der Seine (Hausmeisterin) – Regie: Erich Neuberg (Hörspielbearbeitung – ORF)
- 1955: Hans Müller-Schlösser: Schneider Wippl (Anny, Kellnerin) – Regie:Erich Schwanda (Hörspielbearbeitung – ORF)
- 1955: Hermann Heinz Ortner: Das Paradiesgärtlein (Kreszenzia Stangl, Köchin) – Regie: Erich Schwanda (Hörspielbearbeitung – ORF)
- 1957: Georg Kaiser: David und Goliath (Frau Mackespang) – Bearbeitung und Regie: Herbert Brunar (Hörspielbearbeitung – ORF)
- 1960: Johann Nestroy: Der böse Geist Lumpazivagabundus 2. Teil oder Der Weltuntergang oder Die Familien Zwirn, Knieriem und Leim (Maria Schwert) – Regie: Erich Schwanda (Hörspielbearbeitung – ORF/NDR/BR)